# 含笑上台
《含笑上台》（英語：I'm Dying Up Here）是一部美国喜剧影集，于2017年6月4日起在Showtime首播。
2017年9月8日，Showtime續订第二季，於2018年5月6日首播。

## 外部連結
- 官方网站
- 互联网电影数据库（IMDb）上《含笑上台》的资料（英文）